# Toppers in concert 2010
Toppers in concert 2010 is de naam van de drie concerten op 20, 21 en 22 mei 2010 van De Toppers en de gelijknamige cd en dvd.

## Toppers
Toppers in concert 2010 was de zesde ArenA-editie van de Toppers-concerten met Gordon, René Froger, Gerard Joling & Jeroen van der Boom.
De laatste editie in 2009 waren Gordon, Froger en Van der Boom de Toppers. Daarvoor, van af 2005 tot 2008, bestond de formatie uit Joling, Froger & Gordon.

Door een ruzie tussen Joling & Gordon, verliet Joling de groep.

Eind 2009 stapte Gordon uit de Toppers. Op 3 december werd bekendgemaakt dat zowel Gordon als Joling terugkwam.
De gasten van dit jaar waren: Frans Bauer, Wesley Klein (Popstars 2009/2010 winnaar), Thomas Berge, Martin Morero, Ruth Jacott(eregast) en Karin Bloemen.

## Het beste van Toppers in concert 2010 - De partyhits
Het beste van Toppers in concert 2010 is een verzamel-cd die is uitgegeven door de winkelketen Blokker. Op dit schijfje staan alleen de partyhits van Toppers 2010. Deze cd wijkt af van de officiële versie van de cd; het is één schijfje.
Tracklist
- Inhaken en Meedeinen 2010
- Trini Lopez Medley
- Gordon Medley
- Jeroen van der Boom Hitmedley
- Hollandse Klassiekers Medley
- All Time Party Medley
- Dance The Night Away Medley
- Rene Froger Hitmedley
- Frans Bauer Medley
- Disco Classics Medley
- Ode aan Geer Party Medley
- Rondje Feest Medley 2010

## Tracklist

### Cd

#### Cd 1
1. Ouverture/I gotta feeling
2. Heaven
3. Inhaken en meedeinen medley
4. Trini Lopez medley
5. Pure love medley
6. Gordon medley
7. If I had words
8. Jeroen van der Boom hitmedley
9. Gooische mannen medley
10. Believe
11. Hollandse hit klassiekers medley
12. Ik leef mijn droom
13. All time party medley
14. Dance the night away medley

#### Cd 2
1. Thriller
2. Ramses Shaffy medley
3. Ruth Jacott medley
4. I will always love you/My all
5. Rock medley 2010
6. Boyband medley
7. René Froger hitmedley
8. Frans Bauer medley
9. Hollandse pop piano medley
10. Disco dance classics medley
11. Ode aan Geer party medley
12. Rondje feest medley 2010
13. We are the world

### Dvd

#### Dvd 1
1. Ouverture/I gotta feeling
2. Heaven
3. Inhaken en meedeinen 2010
4. Trini Lopez medley
5. Pure love medley
6. Gordon medley
7. If I had words
8. Jeroen van der Boom hitmedley
9. Gooische mannen Medley
10. Believe
11. Hollandse hitklassiekers medley
12. Ik leef mijn droom
13. All time party medley
14. Dance the night away medley

#### Dvd 2
1. Thriller
2. Ramses Shaffy medley
3. Ruth Jacott medley
4. I will always love you/My all
5. Rock medley 2010
6. Boyband medley
7. René Froger hitmedley
8. Frans Bauer medley
9. Hollandse pop piano medley
10. Disco classics medley
11. Ode aan Geer party medley
12. Rondje feest medley
13. We are the world
14. TOEGIFT: Over de top!

## Concert

#### Deel 1
1. Ouverture / I Gotta Feeling
2. Heaven
3. Inhaken En Meedeinen 2010
A. De smokkelaar
B. Koffie, koffie
C. M'n schoonmoeder
D. 't Geeft allemaal niks
E. De heilslodaat
F. In de haven klinkt een lied
G. Keetje tippel
4. Trini Lopez Medley
A. If I had a hammer
B. La bamba
C. America
D. This land is your land
5. Pure Love Medley
A. Right here waiting
B. Everything I do I do it for you
C. Against all odds
D. I wanna know what love is
6. Gordon Medley Gordon Heuckeroth & Thomas Berge
A. Love really hurts without you
B. Suger baby love
C. Ik bel je zomaar even op
D. Kon ik maar even bij je zijn
7. If I Had Words Gerard Joling & Karin Bloemen
8. Jeroen Van Der Boom Hitmedley Jeroen van der Boom
A. Betekenis
B. Een wereld
C. Weer geloven
D. Jij bent zo
9. Gooische Mannen Medley René Froger & Martin Morero
A. Echte liefde
B. Hou je van mij
C. You've got a friend
10. Believe Gerard Joling & Gordon Heuckeroth
11. Hollandse Hit Klassiekers Medley
A. Land van maas en waal
B. Oh wat ben je mooi
C. Mijn opa
D. Even aan mijn moeder vragen
E. Als de zon schijnt
F. Het is weer voorbij die mooie zomer
12. Ik Leef Mijn Droom Gerard Joling
13. All Time Party Medley
A. Amarillo
B. Living next door to Alice
C. Mississippi
D. Una paloma blanca
E. Hey baby
14. Dance The Night Away Medley
A. I can't give you everything
B. Baby don't change your mind
C. Lady marmelade
D. I'll go where the music takes me

#### Deel 2
1. Thriller
2. Rames Shaffy Medley
A. Pastorale
B. Sammy
C. Laat me
D. Wij zullen doorgaan
E. Zing, vecht, huil, bid, lach, werk en bewonder
3. Ruth Jacott Medley De Toppers & Ruth Jacott
A. Vrede
B. Hartslag
C. Ik kan echt zonder jou
D. Onderweg naar morgen
E. Blijf bij mij
F. Vrij met mij de hele nacht
4. Ode Aan De Liefde Medley Gordon Heuckeroth
A. I will always love you
B. My all
5. Rock Medley 2010 René Froger & Jeroen van der Boom 
A. Get ready
B. Born to be wild
C. Venus
D. Go your own way
E. Show me the way
6. Boyband Medley De Toppers & Wesley Klein
A. Everybody
B. Picture of you
C. I want it that way
D. Quit playing games with my heart
E. Relight my fire
7. René Froger Hitmedley René Froger
A. Zo heppie
B. De zon schijnt voor iedereen
C. Daar sta je dan
D. The number one
E. This is the moment
8. Frans Bauer Medley De Toppers & Frans Bauer
A. Je hart is als chocolade
B. 'n Ons geluk
C. De regenboog
D. Heb je even voor mij
9. Hollandse Pop Piano Medley Jeroen van der Boom
A. Stil in mij
B. Wat zou je doen
C. Hou me vast
D. Is er leven op Pluto (België)
10. Disco Classics Medley
A. Right back where we started from
B. Young heart run free
C. Love is in the air
D. Don't leave me this way
E. I will survive
11. Ode Aan Geer Party Medley
A. Liefde op het eerste gezicht
B. Zing met me mee
C. Maak me gek
D. Maar vanavond
E. Het is nog niet voorbij
12. Rondje Feest Medley 2010
A. En nou die hendjes de lucht in
B. Toppertje
C. Ik doe wat ik wil
D. Laat de hele boel maar waaien
E. Glaasje op laat je rijden
13. We Are The World De Toppers & alle gasten
14. TOEGIFT: Over De Top! 2010

## Hitnoteringen

### NederlandseAlbum Top 100
| Hitnotering: (Week 1 t/m 12) 21-08-2010 t/m 06-11-2010 Hitnotering: (Week 13) 27-11-2010 Hitnotering: (Week 14 t/m 17) 18-12-2010 t/m 08-01-2011 | Hitnotering: (Week 1 t/m 12) 21-08-2010 t/m 06-11-2010 Hitnotering: (Week 13) 27-11-2010 Hitnotering: (Week 14 t/m 17) 18-12-2010 t/m 08-01-2011 | Hitnotering: (Week 1 t/m 12) 21-08-2010 t/m 06-11-2010 Hitnotering: (Week 13) 27-11-2010 Hitnotering: (Week 14 t/m 17) 18-12-2010 t/m 08-01-2011 | Hitnotering: (Week 1 t/m 12) 21-08-2010 t/m 06-11-2010 Hitnotering: (Week 13) 27-11-2010 Hitnotering: (Week 14 t/m 17) 18-12-2010 t/m 08-01-2011 | Hitnotering: (Week 1 t/m 12) 21-08-2010 t/m 06-11-2010 Hitnotering: (Week 13) 27-11-2010 Hitnotering: (Week 14 t/m 17) 18-12-2010 t/m 08-01-2011 | Hitnotering: (Week 1 t/m 12) 21-08-2010 t/m 06-11-2010 Hitnotering: (Week 13) 27-11-2010 Hitnotering: (Week 14 t/m 17) 18-12-2010 t/m 08-01-2011 | Hitnotering: (Week 1 t/m 12) 21-08-2010 t/m 06-11-2010 Hitnotering: (Week 13) 27-11-2010 Hitnotering: (Week 14 t/m 17) 18-12-2010 t/m 08-01-2011 | Hitnotering: (Week 1 t/m 12) 21-08-2010 t/m 06-11-2010 Hitnotering: (Week 13) 27-11-2010 Hitnotering: (Week 14 t/m 17) 18-12-2010 t/m 08-01-2011 | Hitnotering: (Week 1 t/m 12) 21-08-2010 t/m 06-11-2010 Hitnotering: (Week 13) 27-11-2010 Hitnotering: (Week 14 t/m 17) 18-12-2010 t/m 08-01-2011 | Hitnotering: (Week 1 t/m 12) 21-08-2010 t/m 06-11-2010 Hitnotering: (Week 13) 27-11-2010 Hitnotering: (Week 14 t/m 17) 18-12-2010 t/m 08-01-2011 | Hitnotering: (Week 1 t/m 12) 21-08-2010 t/m 06-11-2010 Hitnotering: (Week 13) 27-11-2010 Hitnotering: (Week 14 t/m 17) 18-12-2010 t/m 08-01-2011 | Hitnotering: (Week 1 t/m 12) 21-08-2010 t/m 06-11-2010 Hitnotering: (Week 13) 27-11-2010 Hitnotering: (Week 14 t/m 17) 18-12-2010 t/m 08-01-2011 | Hitnotering: (Week 1 t/m 12) 21-08-2010 t/m 06-11-2010 Hitnotering: (Week 13) 27-11-2010 Hitnotering: (Week 14 t/m 17) 18-12-2010 t/m 08-01-2011 | Hitnotering: (Week 1 t/m 12) 21-08-2010 t/m 06-11-2010 Hitnotering: (Week 13) 27-11-2010 Hitnotering: (Week 14 t/m 17) 18-12-2010 t/m 08-01-2011 | Hitnotering: (Week 1 t/m 12) 21-08-2010 t/m 06-11-2010 Hitnotering: (Week 13) 27-11-2010 Hitnotering: (Week 14 t/m 17) 18-12-2010 t/m 08-01-2011 | Hitnotering: (Week 1 t/m 12) 21-08-2010 t/m 06-11-2010 Hitnotering: (Week 13) 27-11-2010 Hitnotering: (Week 14 t/m 17) 18-12-2010 t/m 08-01-2011 | Hitnotering: (Week 1 t/m 12) 21-08-2010 t/m 06-11-2010 Hitnotering: (Week 13) 27-11-2010 Hitnotering: (Week 14 t/m 17) 18-12-2010 t/m 08-01-2011 | Hitnotering: (Week 1 t/m 12) 21-08-2010 t/m 06-11-2010 Hitnotering: (Week 13) 27-11-2010 Hitnotering: (Week 14 t/m 17) 18-12-2010 t/m 08-01-2011 | Hitnotering: (Week 1 t/m 12) 21-08-2010 t/m 06-11-2010 Hitnotering: (Week 13) 27-11-2010 Hitnotering: (Week 14 t/m 17) 18-12-2010 t/m 08-01-2011 | Hitnotering: (Week 1 t/m 12) 21-08-2010 t/m 06-11-2010 Hitnotering: (Week 13) 27-11-2010 Hitnotering: (Week 14 t/m 17) 18-12-2010 t/m 08-01-2011 | Hitnotering: (Week 1 t/m 12) 21-08-2010 t/m 06-11-2010 Hitnotering: (Week 13) 27-11-2010 Hitnotering: (Week 14 t/m 17) 18-12-2010 t/m 08-01-2011 |
| Week: | 1 | 2 | 3 | 4 | 5 | 6 | 7 | 8 | 9 | 10 | 11 | 12 | | 13 | | 14 | 15 | 16 | 17 | |
| --- | --- | --- | --- | --- | --- | --- | --- | --- | --- | --- | --- | --- | --- | --- | --- | --- | --- | --- | --- | --- |
| Positie: | 98 | 2 | 4 | 3 | 9 | 14 | 29 | 35 | 48 | 69 | 69 | 90 | uit | 99 | uit | 91 | 99 | 48 | 52 | uit |

### Nederlandse DVD Top 30
| Hitnotering: 03-09-2010 t/m 08-01-2011 | Hitnotering: 03-09-2010 t/m 08-01-2011 | Hitnotering: 03-09-2010 t/m 08-01-2011 | Hitnotering: 03-09-2010 t/m 08-01-2011 | Hitnotering: 03-09-2010 t/m 08-01-2011 | Hitnotering: 03-09-2010 t/m 08-01-2011 | Hitnotering: 03-09-2010 t/m 08-01-2011 | Hitnotering: 03-09-2010 t/m 08-01-2011 | Hitnotering: 03-09-2010 t/m 08-01-2011 | Hitnotering: 03-09-2010 t/m 08-01-2011 | Hitnotering: 03-09-2010 t/m 08-01-2011 | Hitnotering: 03-09-2010 t/m 08-01-2011 | Hitnotering: 03-09-2010 t/m 08-01-2011 | Hitnotering: 03-09-2010 t/m 08-01-2011 | Hitnotering: 03-09-2010 t/m 08-01-2011 | Hitnotering: 03-09-2010 t/m 08-01-2011 | Hitnotering: 03-09-2010 t/m 08-01-2011 | Hitnotering: 03-09-2010 t/m 08-01-2011 | Hitnotering: 03-09-2010 t/m 08-01-2011 |
| Week                                   | 1                                      | 2                                      | 3                                      | 4                                      | 5                                      | 6                                      | 7                                      | 8                                      | 9                                      | 10                                     | 11                                     | 12                                     | 13                                     | 14                                     | 15                                     | 16                                     | 17                                     |                                        |
| -------------------------------------- | -------------------------------------- | -------------------------------------- | -------------------------------------- | -------------------------------------- | -------------------------------------- | -------------------------------------- | -------------------------------------- | -------------------------------------- | -------------------------------------- | -------------------------------------- | -------------------------------------- | -------------------------------------- | -------------------------------------- | -------------------------------------- | -------------------------------------- | -------------------------------------- | -------------------------------------- | -------------------------------------- |
| Nummer                                 | 1                                      | 1                                      | 1                                      | 2                                      | 1                                      | 2                                      | 2                                      | 2                                      | 2                                      | 4                                      | 6                                      | 5                                      | 5                                      | 5                                      | 2                                      | 1                                      | 2                                      | uit                                    |